# Muzaffàrida

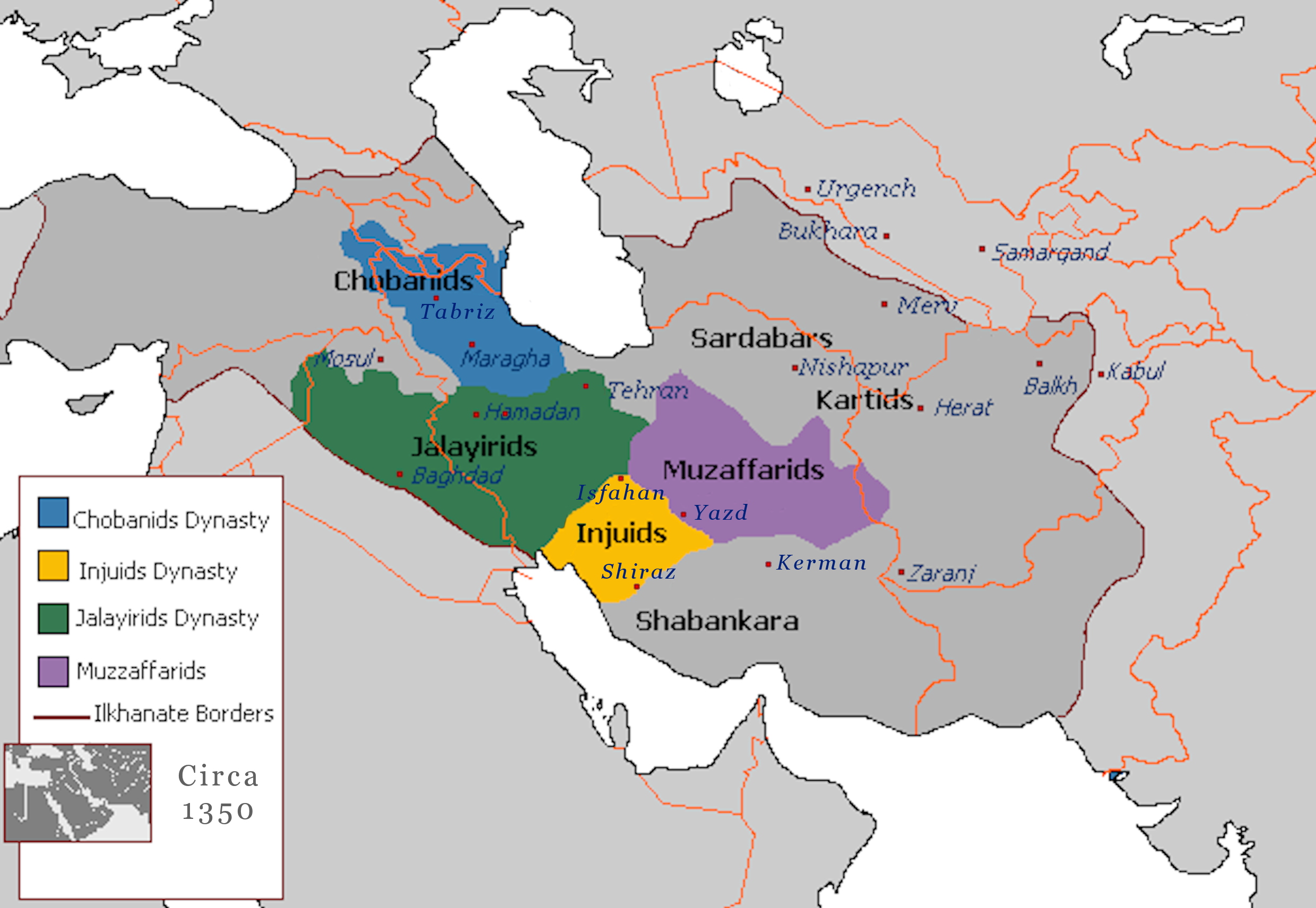
Mapa de Pèrsia a la meitat del segle XIV

La dinastia muzaffàrida o dels muzaffàrides fou una nissaga que va governar Pèrsia central i occidental quan es va desfer l'imperi mongol il-kànida.
Té com a origen a Ghiyath al-Din al-Hajj, presumpte membre d'una família àrab de Khwaf al Khurasan, que havia emigrat a Yedz durant la invasió dels mongols i va servir als atabegs locals. Ghiyath al-Din al-Hajj va tenir tres fills:
1) Abu Bakr, que va estar al servei de l'atabek de Yadz. Fou enviat per l'atabeg a ajudar a Hulagu Khan contra Bagdad (1258) amb un cos de 306 homes i en la marxa del kan per Pèrsia; Després de la conquesta de Bagdad fou enviat a la frontera mameluca i fou mort en batalla amb els àrabs de Khafaja, vers 1260. No va deixar fills.
2) Muhammad, el segon fill, va substituir al seu germà com a lloctinent de l'atabek de Yadz, i va exercir fins a la seva mort en data desconeguda, sense deixar tampoc fills, segons es diu.
3) Mansur va viure a Maybud prop de Yadz; no consta que exercis funcions al servei de l'atabek. Va tenir tres fills:
a) Mubariz al-Din Muhammad, el gran dels tres germans, va deixar almenys un fill de nom Amir Badr al-Din Abu Bakr el qual fou el pare de Shah Sultan
b) Zayn al-Din Ali 
c) Sharaf al-Din al-Muzaffar, ancestre directe de la dinastia.
El fill d'al-Muzaffar, Mubariz al-Din Muhammad, va rebre les funcions del pare com herència. El 1318/1319 es va aliar al injúida de Fars, Kay Khusraw ibn Mahmud Shah, per enderrocar al darrer atabeg salghúrida de Yedz, Hadjdji Shah ibn Yusuf Shah, i a l'any següent l'Il-kan Abu Said Bahadur Khan el va reconèixer com a governador de Yedz. A la mort d'Abu Said el 1335, va rebutjar un atac injúida contra Yedz i es va aliar al amir cobànida Pir Husayn que en recompensa li va concedir el govern del Kirman que el 1339 va arrabassar al seu governador Kutb al-Din ibn Nasir al-Din ibn Burhan. Aquest va fer llavors aliança amb els kart d'Herat i la va poder recuperar temporalment però en fou finalment expulsat el novembre o desembre de 1340. Bam, sotmesa a un llarg setge, fou ocupada alguns anys després. Els governants d'Ormuz li van pagar tribut tot i que també en pagaven als injúides. El atabeg d'aquesta dinastia, Shaykh Abu Ishak, va fer diversos intents per ocupar Kirman i Yedz, però Mubariz va aconseguir la victòria i el 1353 va arrabassar Shiraz al seu rival; el 1354 Mubariz va conquerir el principat dels Shabankara; en aquest mateix any va llegir la khutba en nom del califa abbàssida del Caire i va rebre un diploma d'investidura; el 1356 Mubariz va ocupar també Esfahan i Shaykh Abu Ishak fou capturat i executat. No va poder treure partit de l'eliminació del cobànides per l'Horda d'Or i encara que va atacar Azerbaidjan el 1357 i va derrotar el general Akhičuk de l'Horda d'Or, va haver d'abandonar la regió davant els jalayàrides i cap dels territoris cobànides va passar a les seves mans.
La successió fou letal per Mubariz; va afavorir al seu net Shah Yahya, fill de Shah Muzaffar (governador de Yedz, mort el 1353), en perjudici dels fills propis els quals aliats a un cosí, Shah Sultan, net de Muhammad ibn Ghiyath al-Din, el van deposar i cegar a Esfahan (agost de 1358) i va morir als darrers dies del 1363 o primers del 1364. Shah Shudja, el segon fill, governava Kirman (des de 1353) i fou el successor però altres membres tenien territoris en feu, especialment el seu germà Shah Mahmud (governador d'Esfahan i Abarkuh) i l'altra germà Sultan Ahmed (governador de Kirman des de 1358 quan Shudja va passar al Fars amb Shiraz, la capital). El fill de Shah Muzaffar, Shah Yahya, governava a Yedz. El 1363 Shah Mahmud d'Esfahan es va revoltar, es va aliar a Shah Yahya i als jalayàrides i va rebutjar una campanya de càstig de Shah Shudja que pretenia atacar Esfahan, i va entrar a Shiraz ocupant la direcció suprema de la dinastia (1364). Shah Shudja es va apoderar llavors del Kirman en perjudici del seu germà Sultan Ahmed i l'estiu de 1366 va reconquerir Shiraz i Shah Mahmud va haver de retornar a Esfahan. Degut a l'amenaça de Shah Shudja de marxar sobre Esfahan, Sha Mahmud finalment va reconèixer la supremacia del seu germà. El 1368/1369 Shah Shudja va rebre també un diploma del califa abbàssida del Caire.
El 1374 Sultan Uways es va revoltar contra el seu pare Shah Shudja i Shah Mahmud li va donar suport. Per un moment Sultan Uways va dominar Shiraz però mort Shah Mahmud el 13 de març de 1375, Shah Shudja la va recuperar sense lluita. Llavors, ja senyor de Fars i Esfahan, aprofitant la mort del jalayàrida Shaykh Uways, el 1375, va fer campanya contra l'Azerbaidjan i va ocupar Tabriz, Karabagh, Arran i Nakhitxevan, però a l'arribada de l'hivern es va haver de retirar al Fars. La seva següent campanya fou contra Yedz on governava Shah Yahya, i va posar al capdavant de l'expedició a Shah Mansur, germà de Shah Yahya, que durant la campanya es va passar al seu germà. Shah Shudja va haver d'anar personalment a Yedz on va derrotar a Shah Yahya. Shah Mansur mentre havia buscat l'ajut dels jalayàrides i amb aquest suport es va poder instal·lat a Shushtar des d'on va combatre l'atabeg de Lur-i Buzurg, aliat de Shah Shudja. Aquest va fer una campanya desafortunada contra Shah Mansur i va morir a la tornada el 9 d'octubre de 1384.
El seu successor a Shiraz fou el seu fill Zayn al-Abidin però en les disposicions successòries retornava el Kirman al seu germà Sultan Ahmad que el 1385 va reconèixer la sobirania de Tamerlà. Zayn al-Abidin va perdre Esfahan davant Shah Yahya amb el suport de la població i va atacar Shiraz si bé no la va poder ocupar. Però Zayn al-Abidin va atacar Esfahan, el va derrotar i hi va posar un governador de confiança. El 1387 Tamerlà es va presentar a la zona i Zayn al-Abidin va fugir cap a l'Iraq però fou fer presoner per Shah Mansur de Shushtar i empresonat. Tamerlà va nomenar al seu lloc a Shiraz a Shah Yahya; Sultan Ahmed fou confirmat al Kirman i Sultan Abu Ishaq, fill de Sultan Uways va rebre Sirdjan, sempre com a vassalls.
Però en retirar-se Tamerlà, Shah Mansur de Shushtar, va ocupar Shiraz expulsant a Shah Yahya que va fugir a Yedz. Shah Yahya es va aliar a Sultan Ahmad de Kirman i a Zayn al-Abidin, que s'havia escapat del captiveri i havia assolit el poder a Esfahan. La coalició, des-coordinada, fou derrotada per Shah Mansur, el gener o febrer de 1391. Zayn al-Din fou capturat i cegat i Esfahan fou ocupada. Va passar uns mesos atacant els territoris de Yedz i Kirman i va buscar una aliança contra Tamerlà que no va aconseguir. Finalment va morir en combat contra les forces de Tamerlà el 1392/1393.
El 1393 Tamerla va donar orde d'executar a tots els prínceps (Sultan Ahmad, Sultan Abu Ishaq i Shah Yahya). Dos prínceps van salvar la vida: Zayn al-Abidin i el seu germà Sultan Shibli, que havien estat cegats, però foren enviats presoners a Samarcanda. Fars i Esfahan foren donats al fill de Tamerlà Umar Shaykh. Kirman fou cedit a l'amir de la tribu Barlas (la tribu de Tamerlà) Edigü.
El 1405 a la mort de Tamerlà, un fill de Zayn al-Abidin, Sultan Mutasim, va intentar conquerir Esfahan però va morir em combat vers 1409.

## Llista d'emirs
- Mubariz al-Din Muhammad ibn al-Muzaffar (1314-1358) de Yedz des de 1319, de Kirman des de 1339, de Fars des de 1353 i d'Esfahan des de 1356
- Nusrat al-Din Shah Muzaffar de Yedz, mort 1353
- Abu l-Fawaris Jamal ad-Din Shah Shuja (de Kirman des de 1353 a 1358, a Shiraz 1358-1364, 1366-1374, 1375-1384)
- Kutb al-Din Shah Mahmud (a Esfahan 1358-1366, a Shiraz 1364-1366, a Esfahan 1366-1375)
- Sultan Uways (a Shiraz 1374-1375)
- Mujahid al-Din Zayn al-Abidin Ali (a Shiraz 1384-1387, a Esfahan 1389-1391)
- Imad al-Din Sultan Ahmad (a Kirman 1358-1365 i 1384-1391 confirmat per Tamerlà el 1387)
- Mubariz al-Din Shah Yahya (de Yedz 1353-vers 1381, a Esfahan 1385-1386, a Shiraz 1387-1389, a Yedz 1389-1393)
- Sultan Abu Ishaq (a Siradjan) 1387-1391
- Shah Mansur (a Shustar vers 1382-1393, a Shiraz 1389-1393, a Esfahan 1391-1393)

## Genealogia
- Ghiyat al-Din al-Hadjdj
  - Muhammad
    - Badr al-Din Abu Bakr
      - Shah Sultan
      - Amir Mubariz

  - Sharaf al-Din al-Muzaffar
    - Mubariz al-Din Muhammad
      - Shah Muzaffar
        - Shah Yahya
          - Sultan Muhammad
          - Sultan Jahangir

        - Shah Mansur
          - Sultan Ghadanfar

        - Shah Husayn
        - Shah Ali

      - Shah Shudja
        - Sultan Uways
          - Sultan Abu Ishaq

        - Zayn al-Abidin Ali
          - Sultan Mutasim

        - Sultan Shibli
        - Sultan Jahangir

      - Shah Mahmud
        - Shah Hasan

      - Sultan Ahmad
        - Ghiyath al-Din Muhammad

      - Sultan Baiazid

## Atlas de mapes històrics

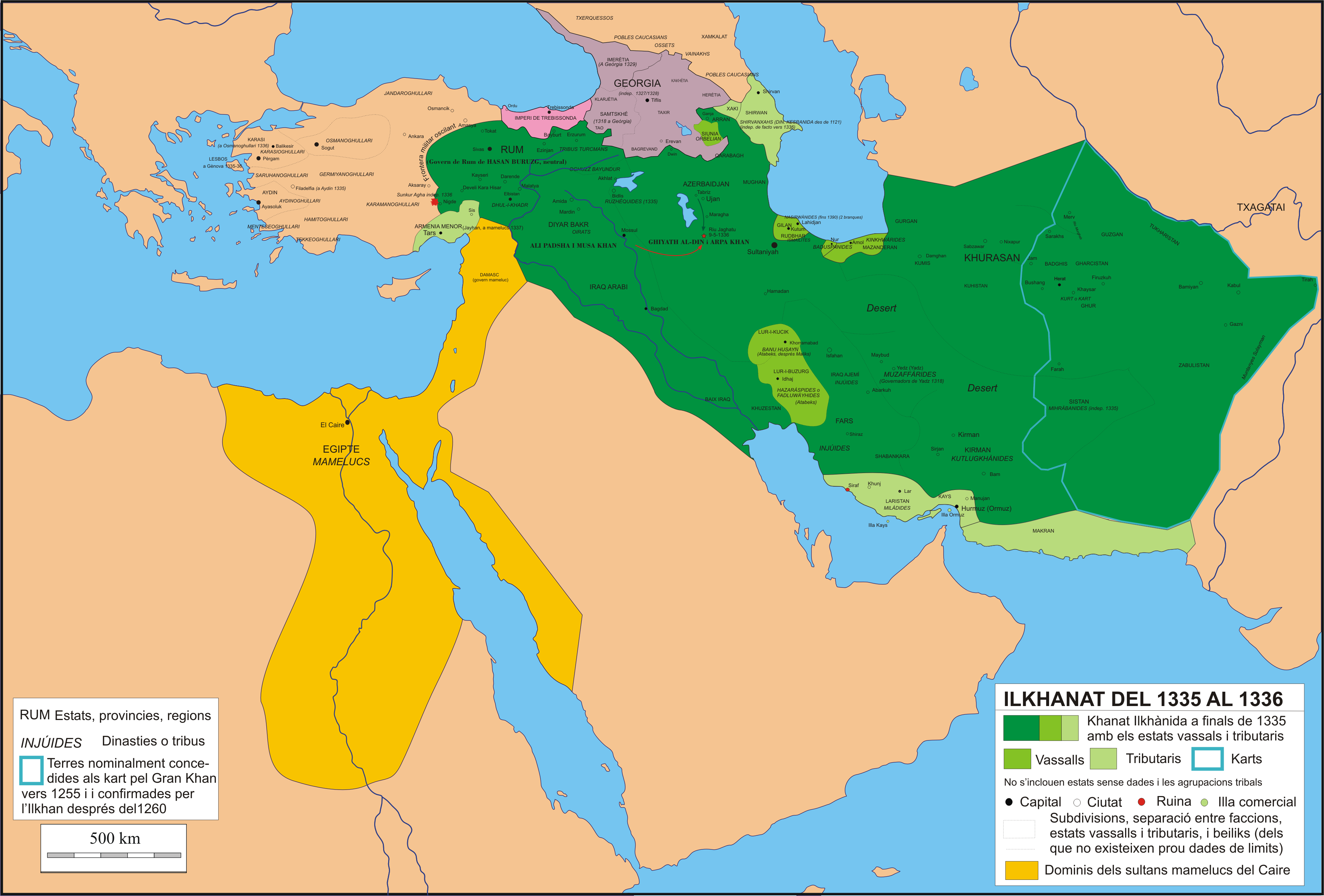
1335 a 1336
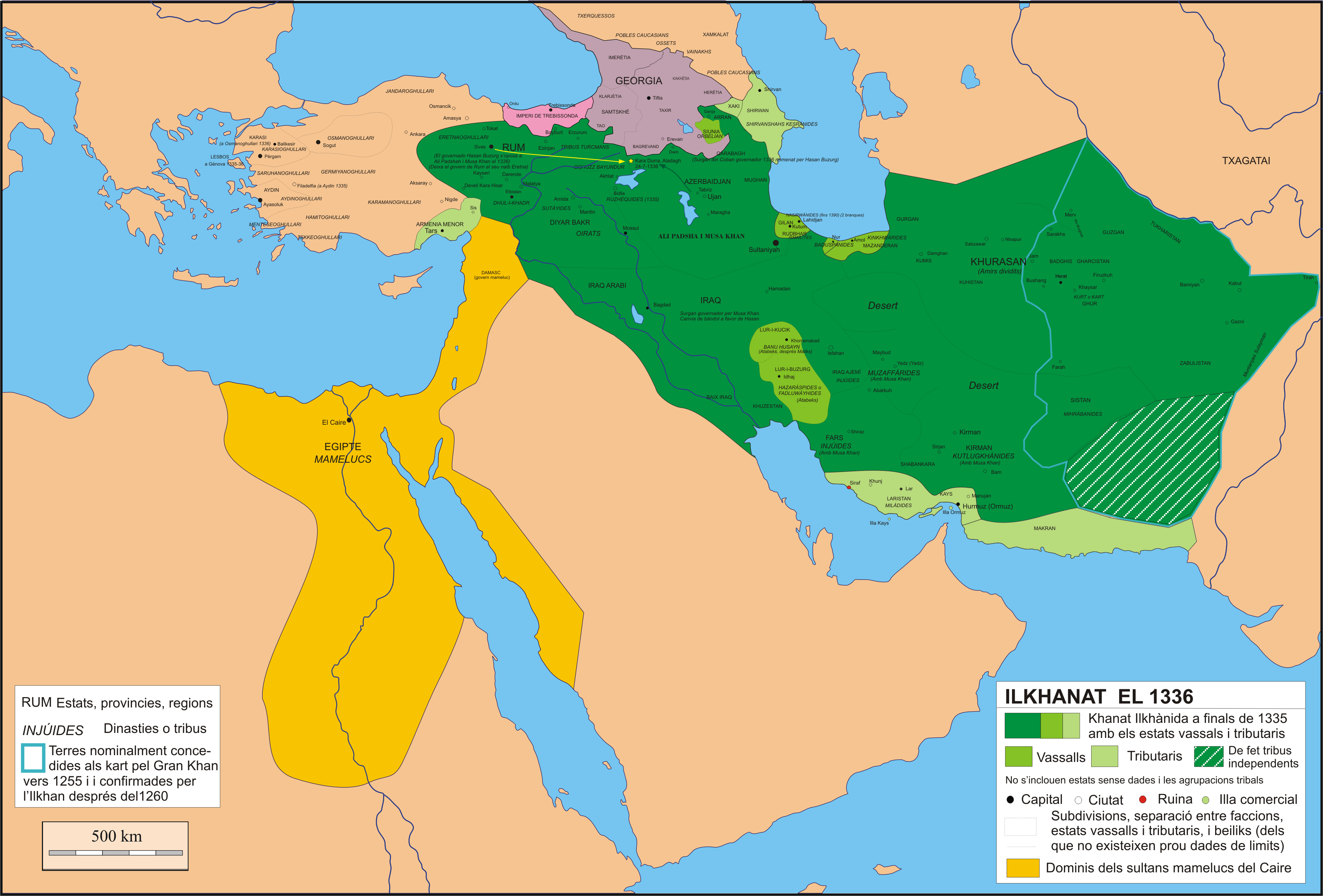
1336
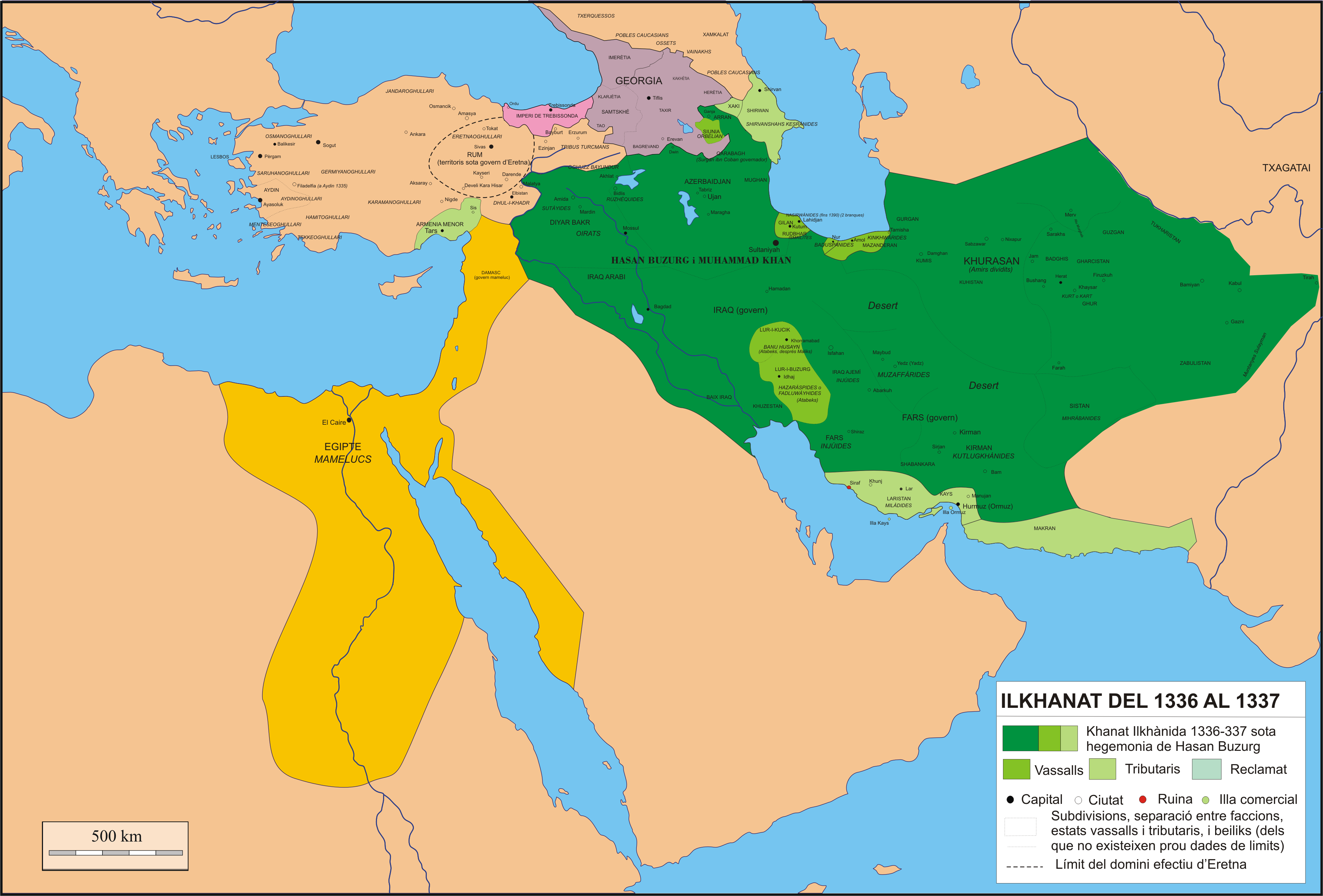
1336 a 1337
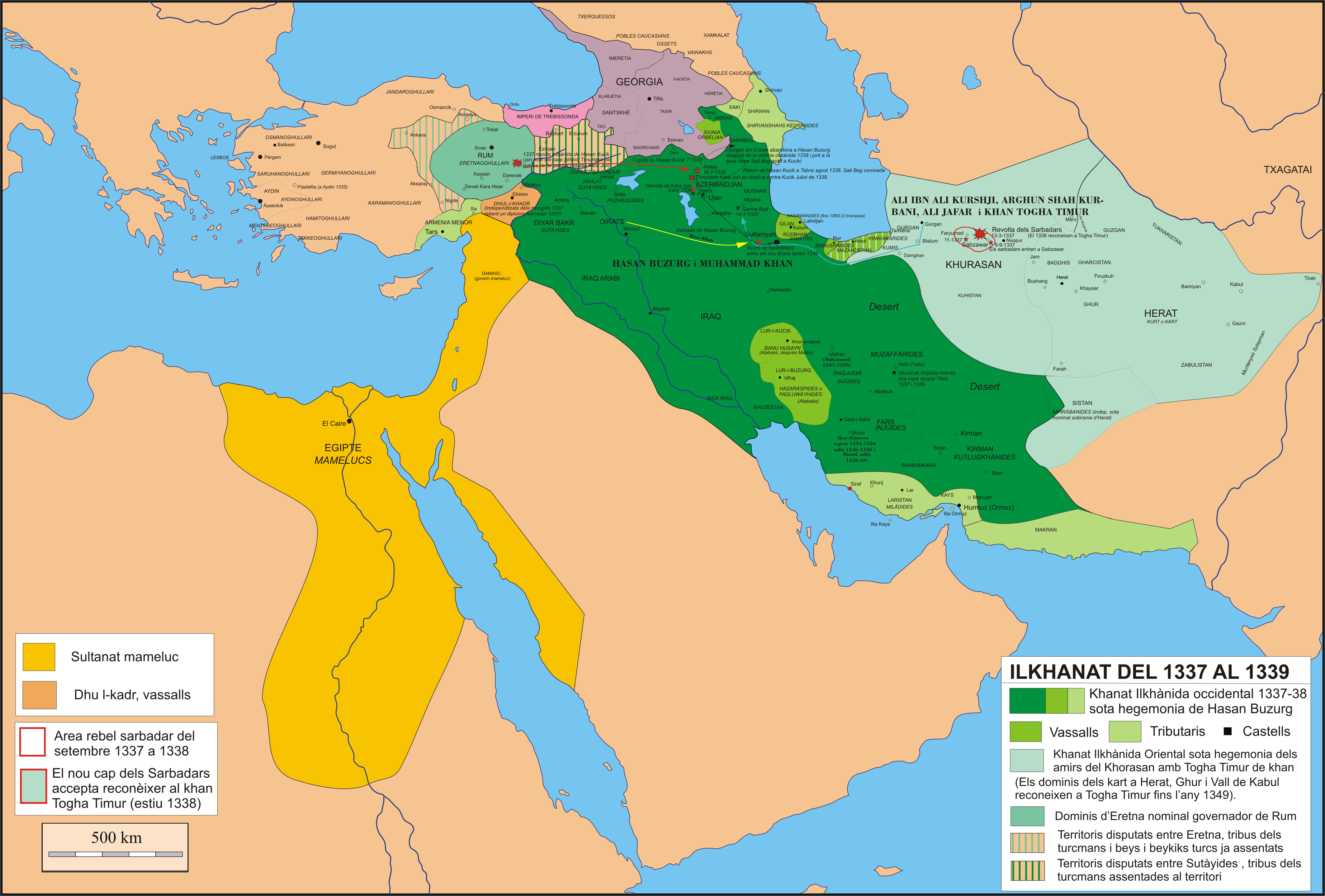
1336 a 1339
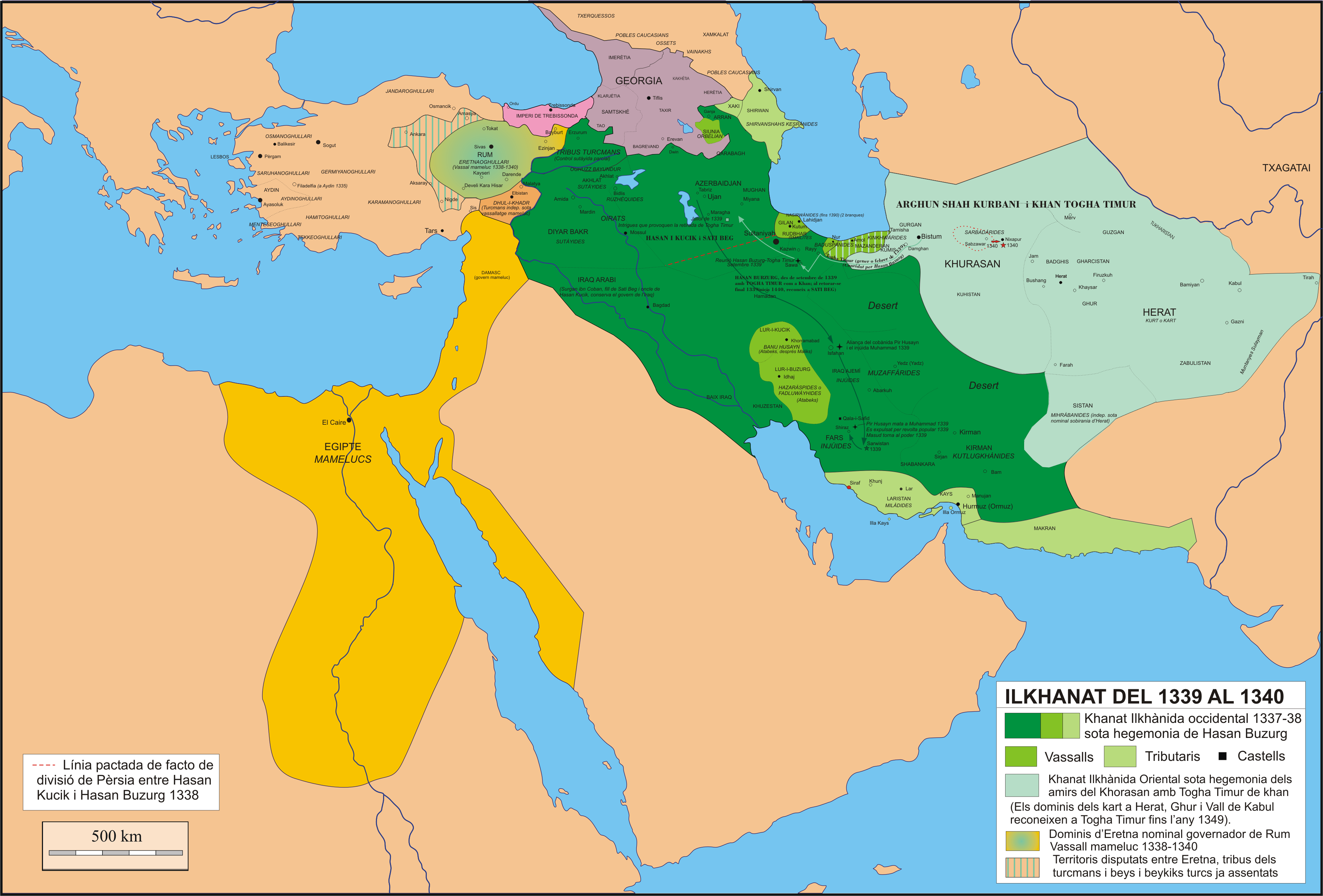
1339 a 1340
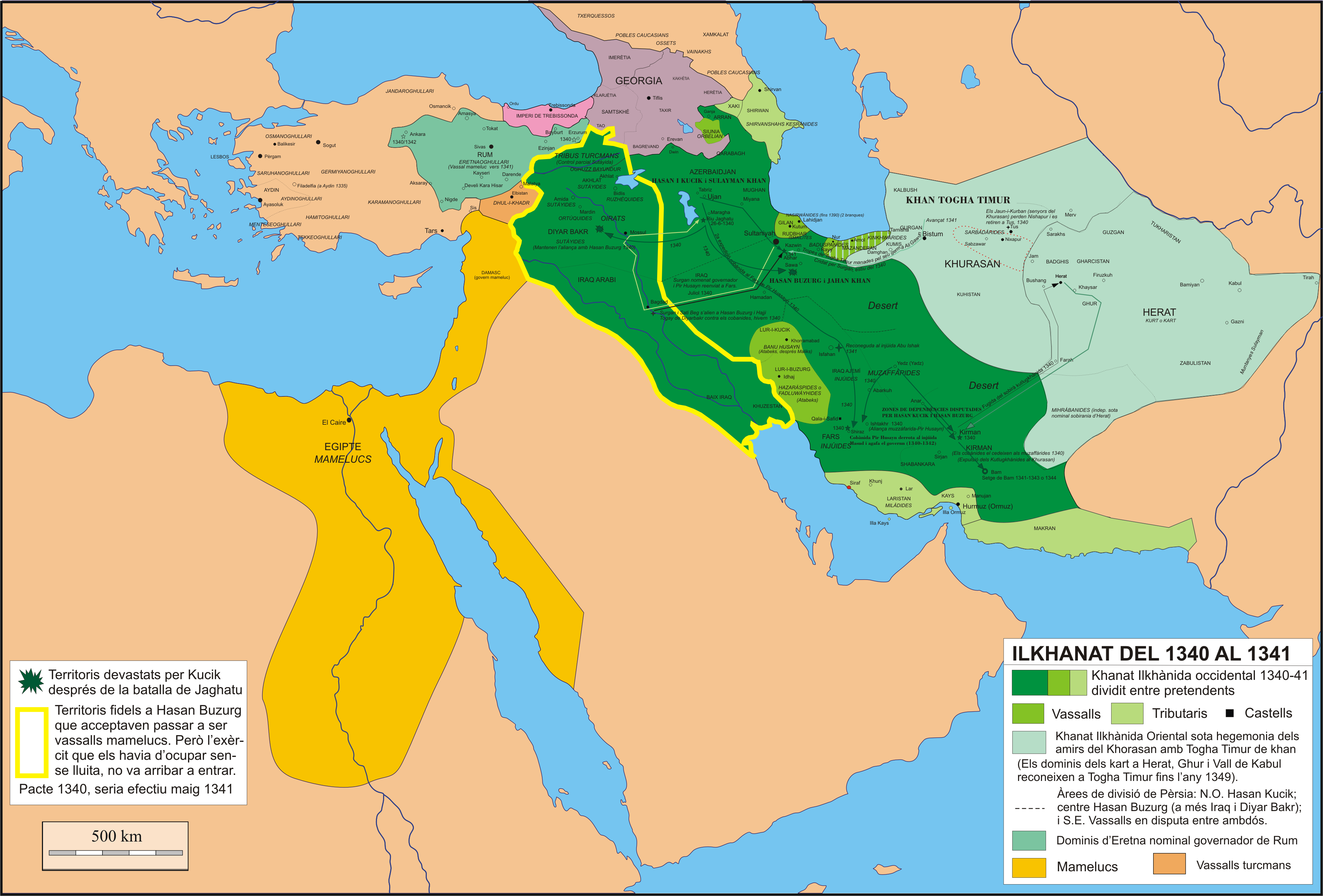
1340 a 1341
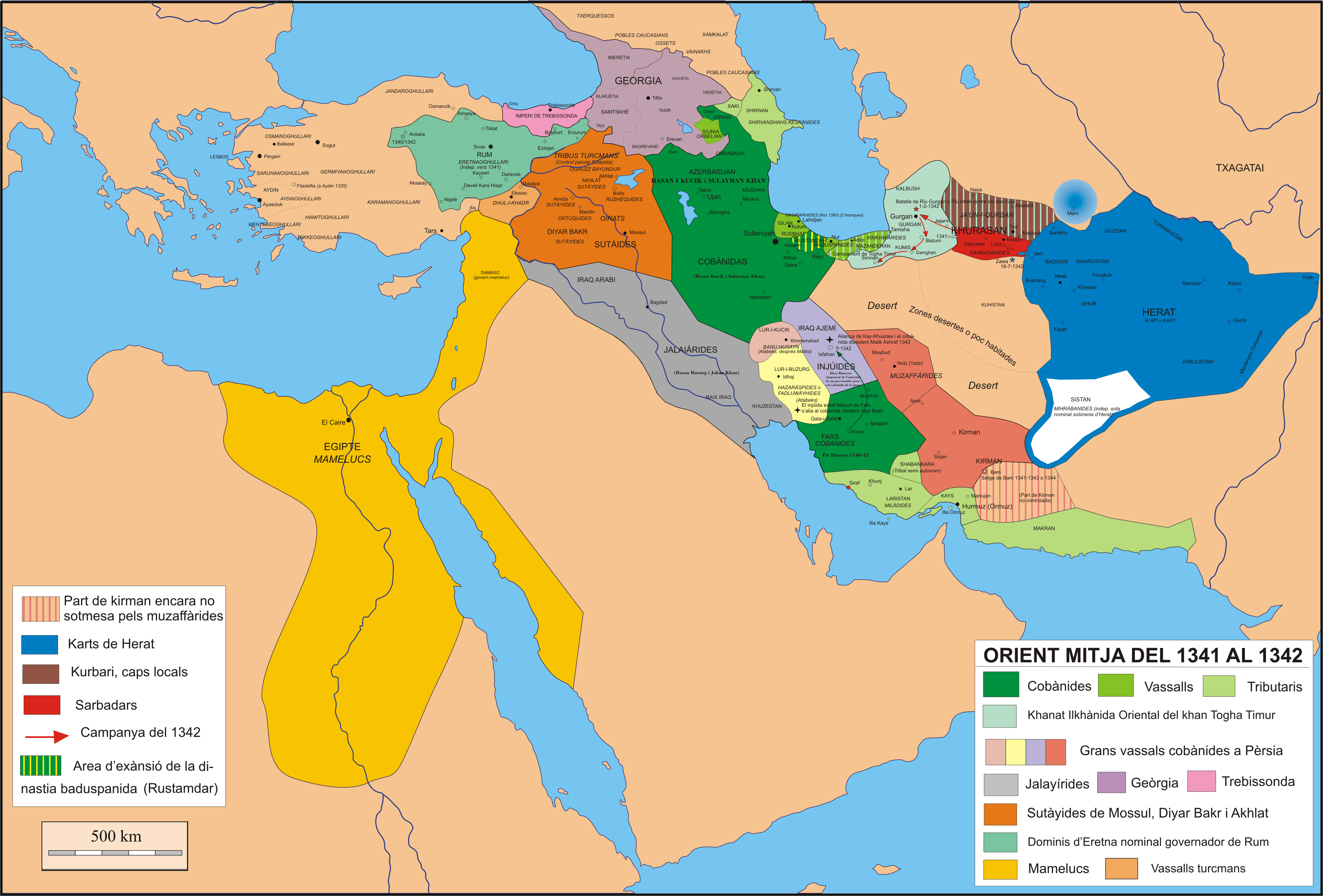
1341 a 1342
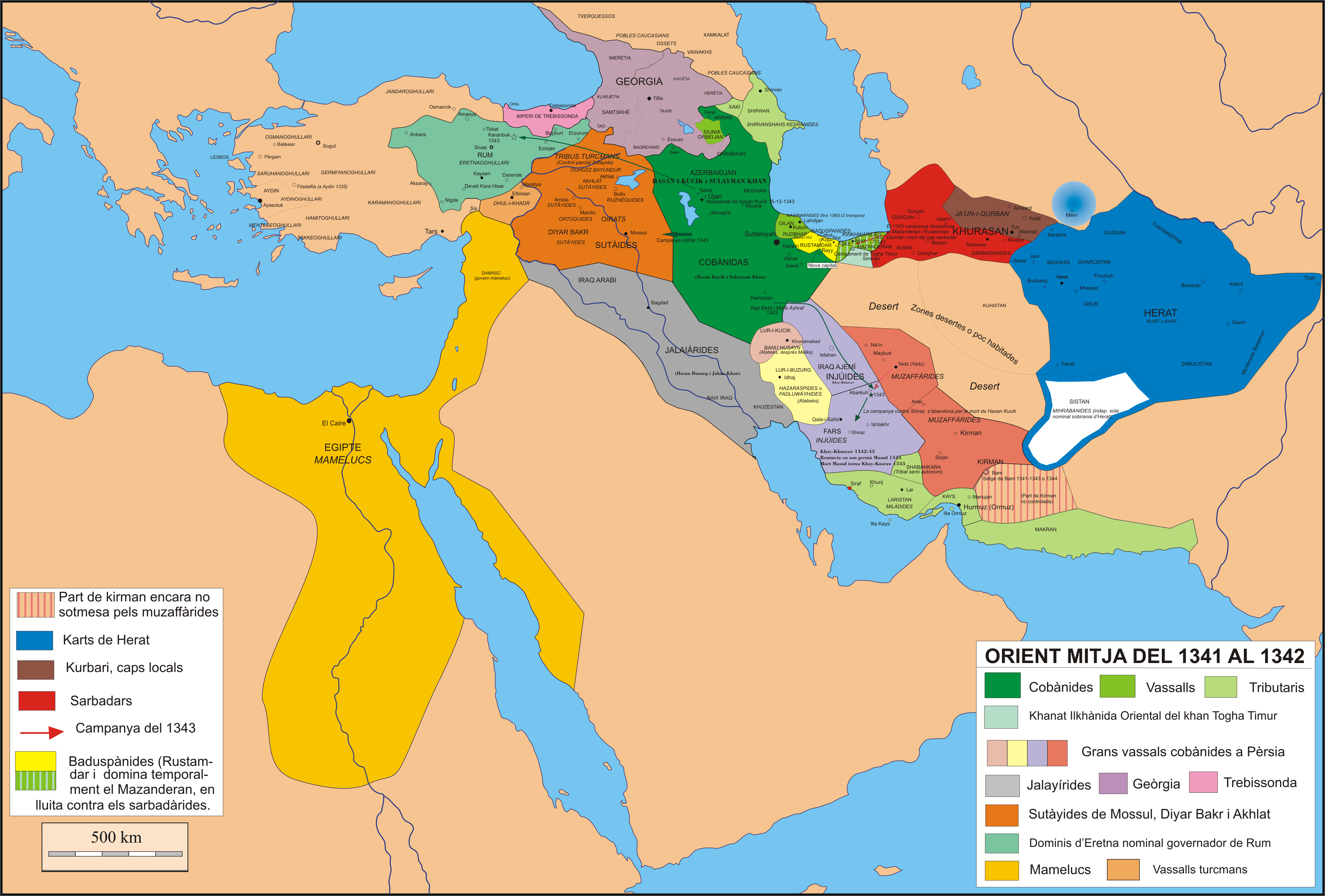
1342 a 1343
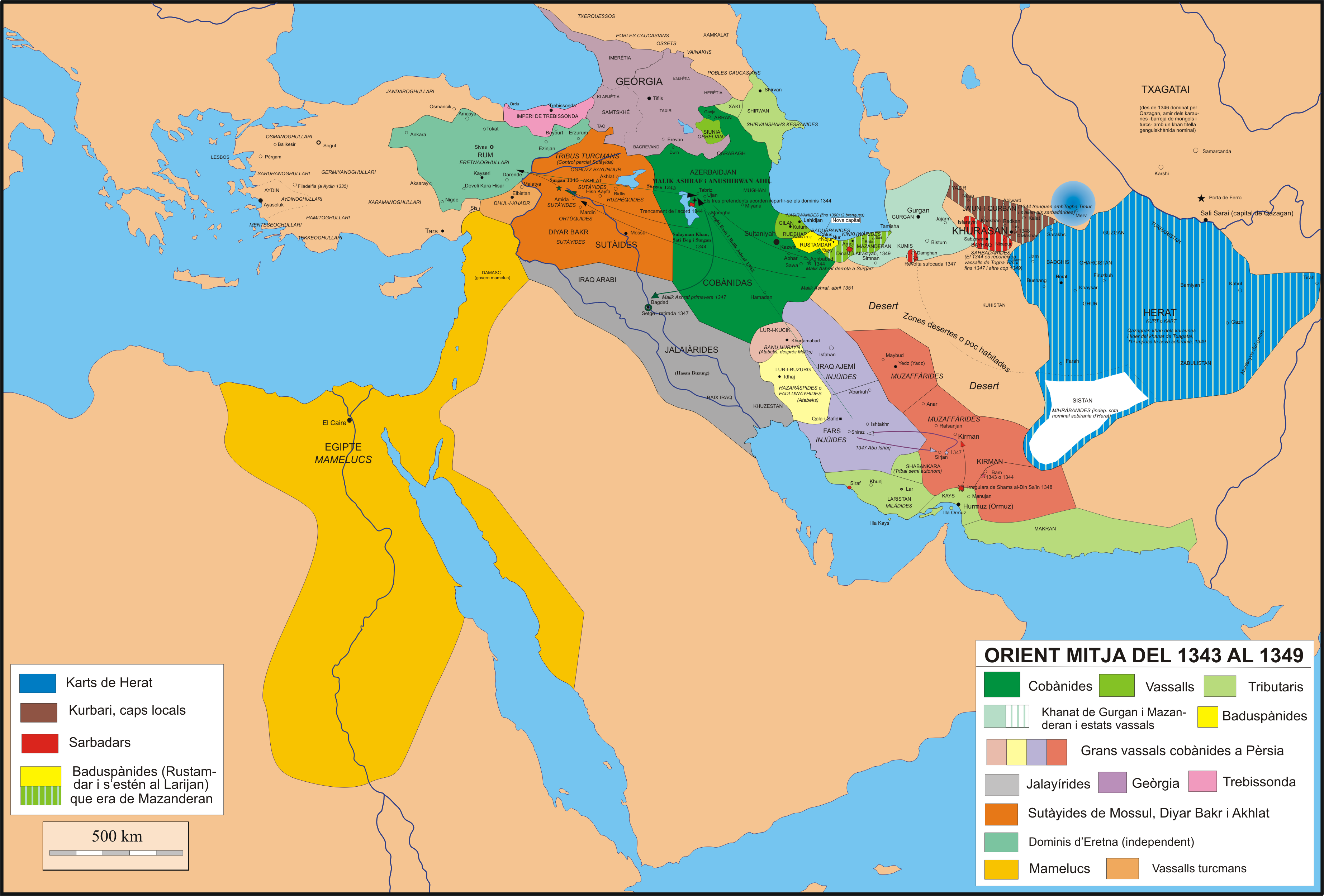
1343 a 1349
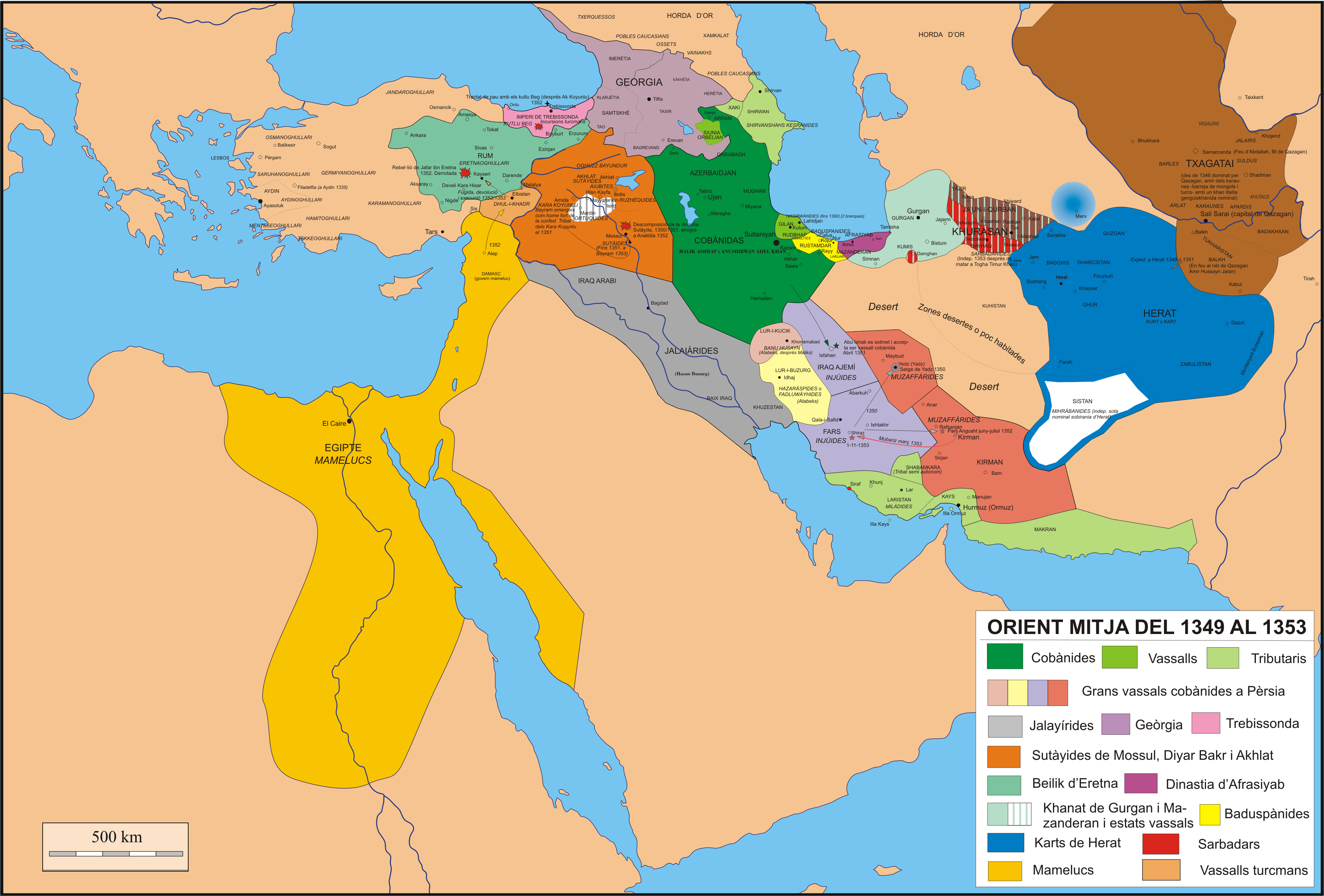
1349 a 1353
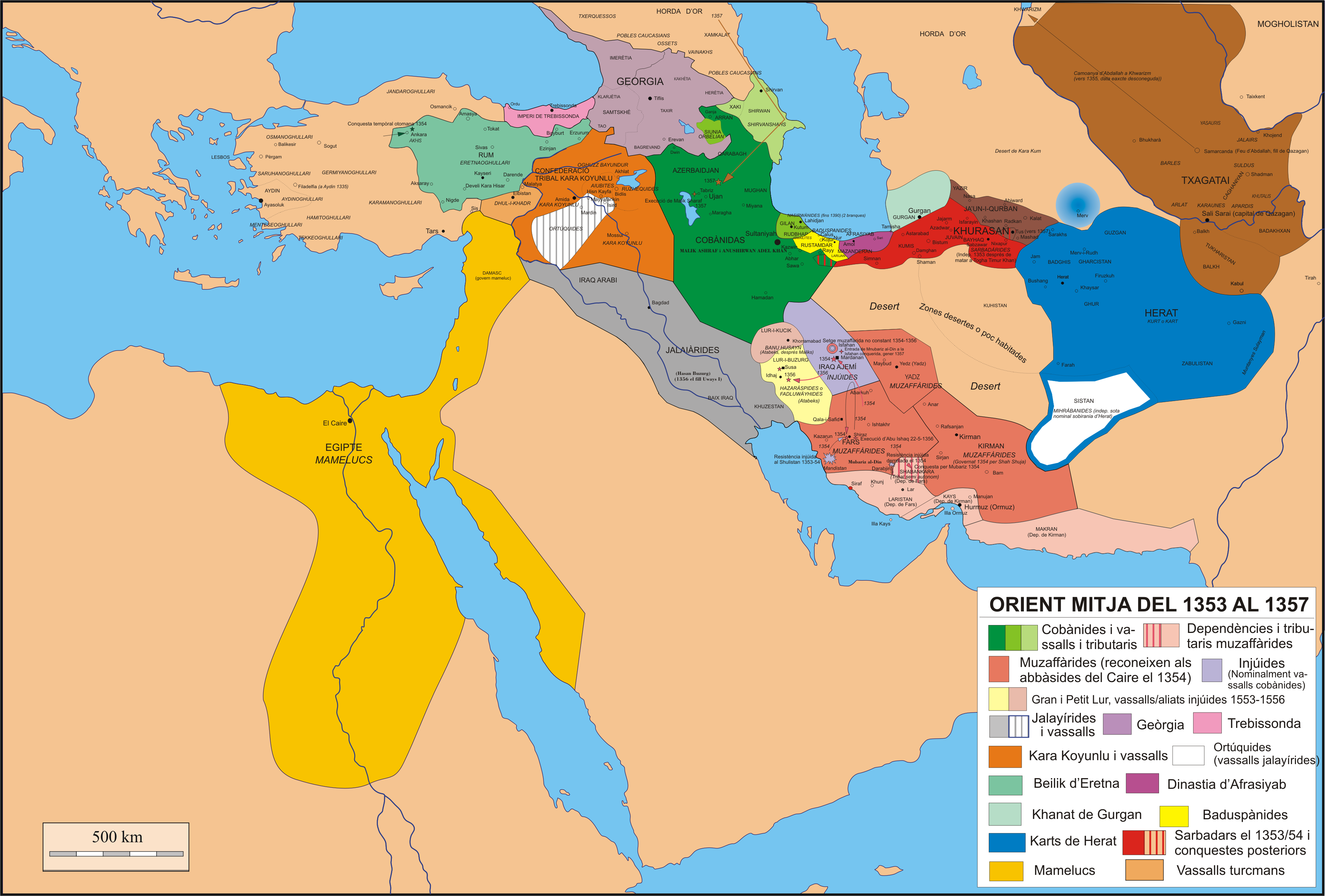
1353 a 1357
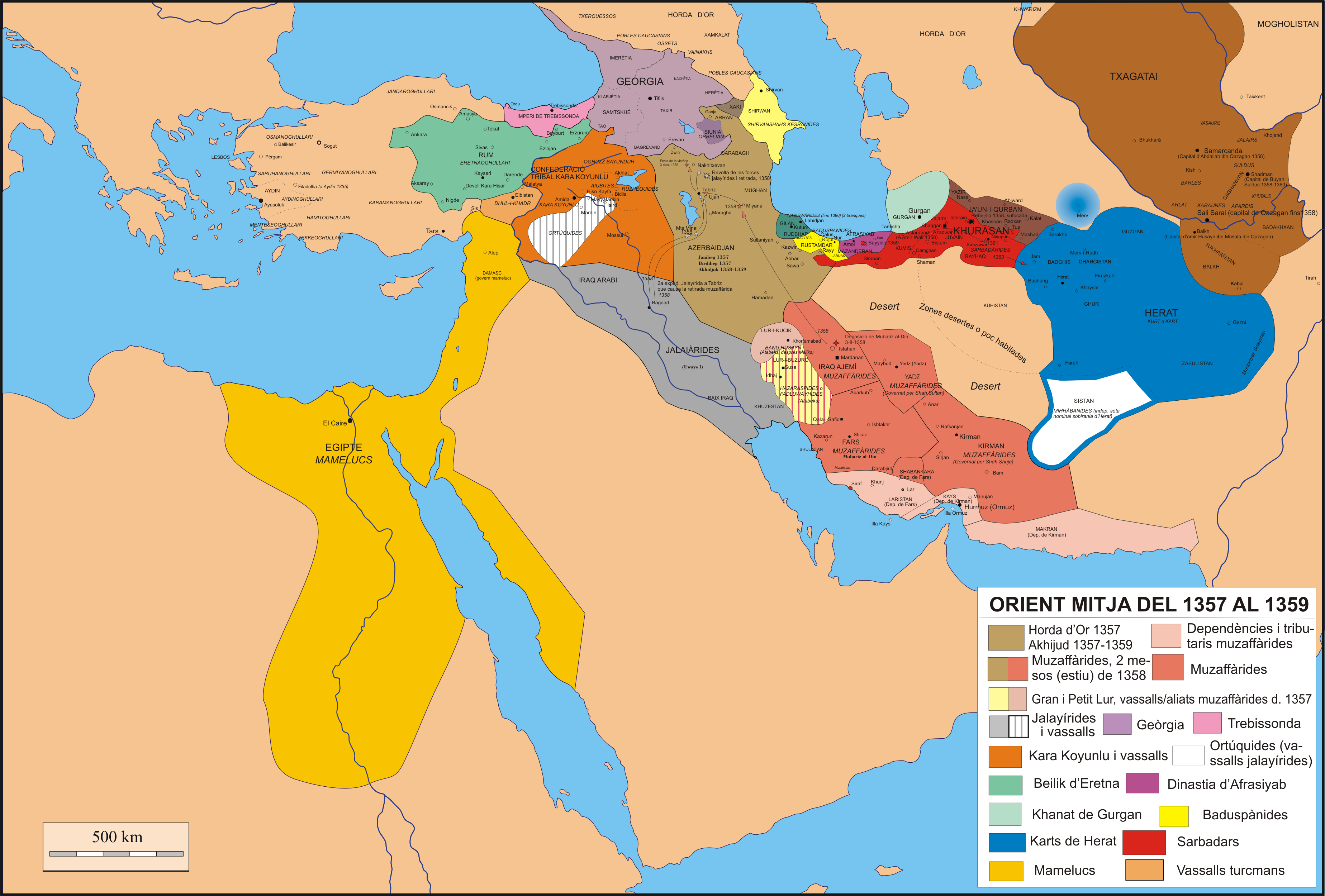
1357 a 1359
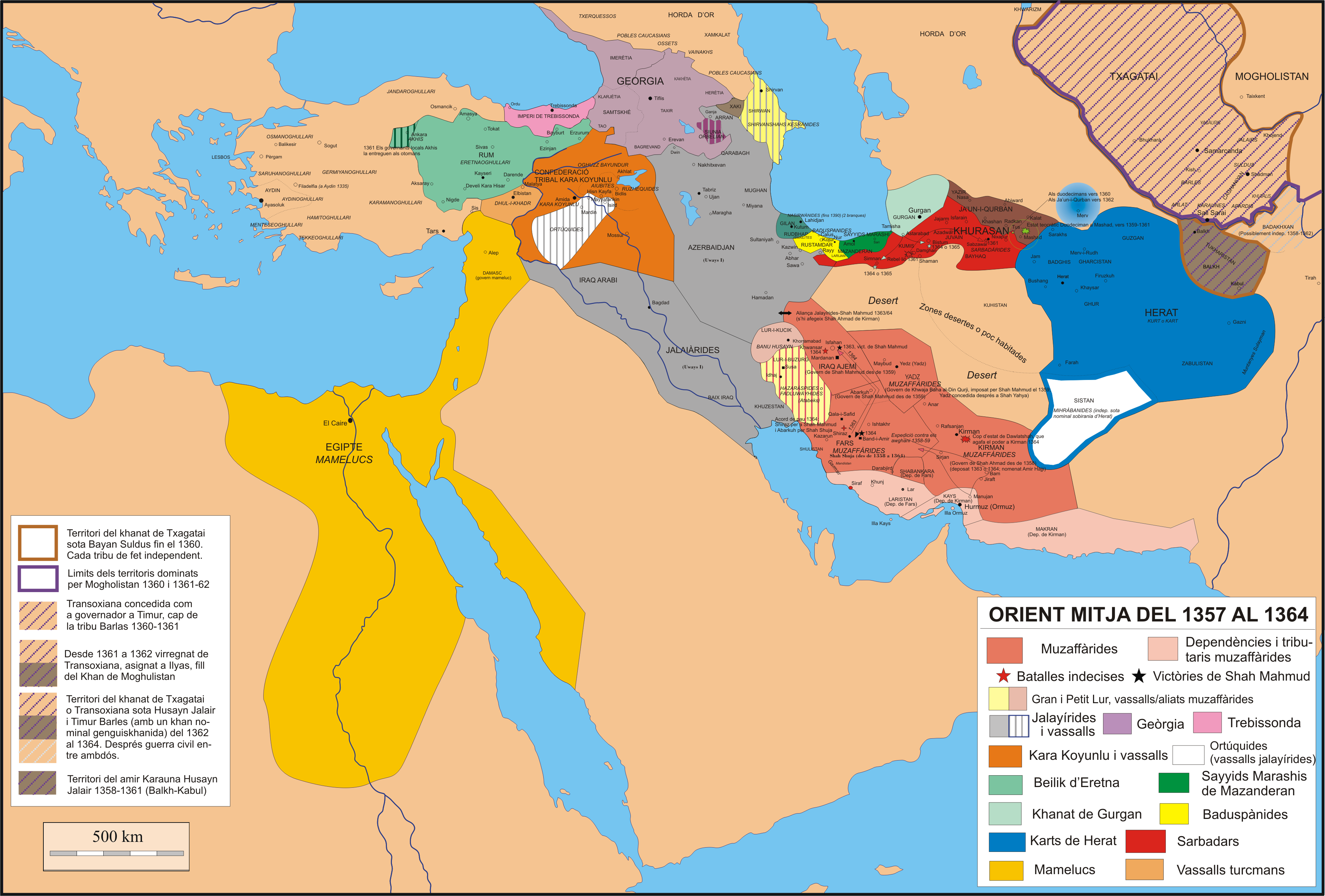
1359 a 1364
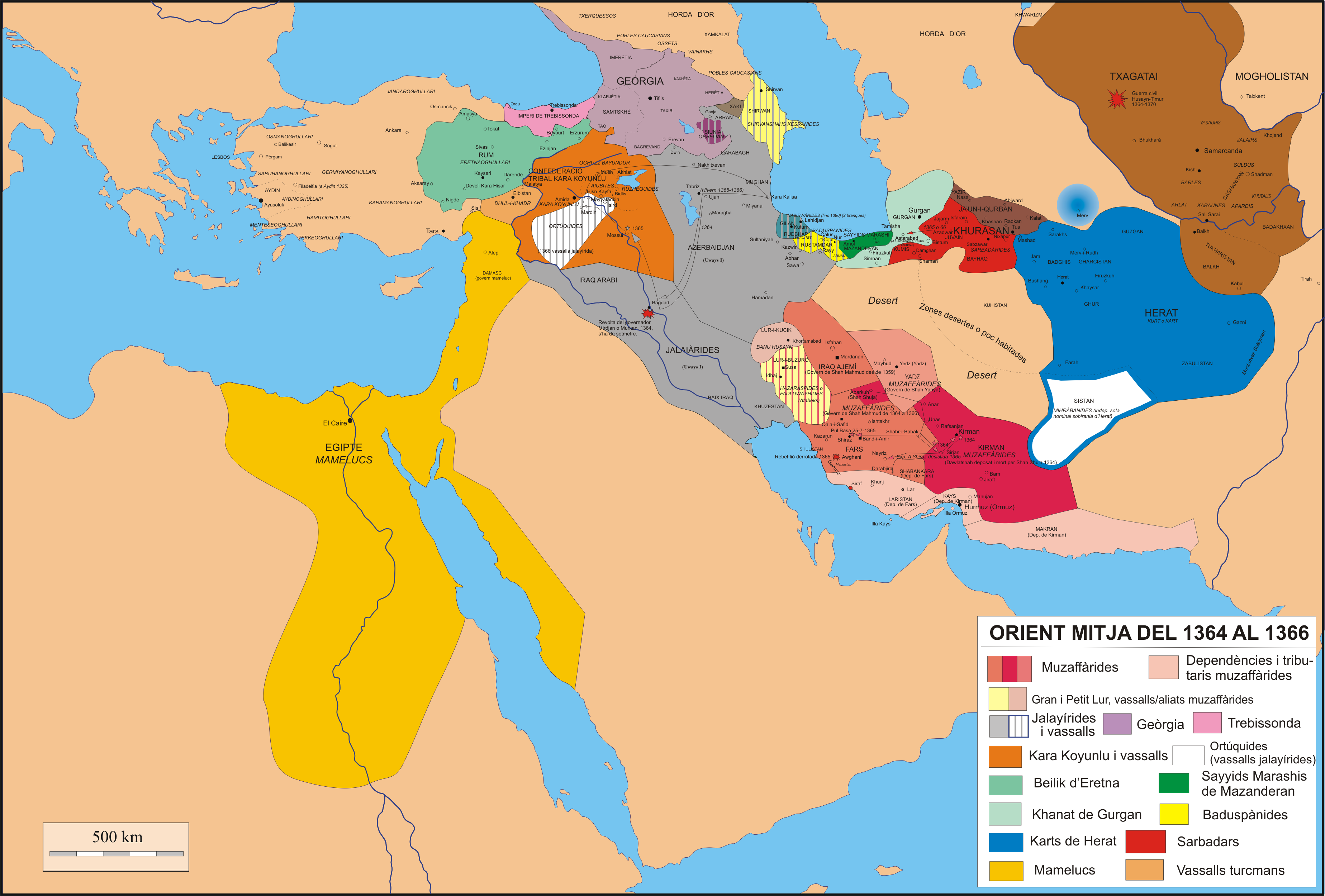
1364 a 1366
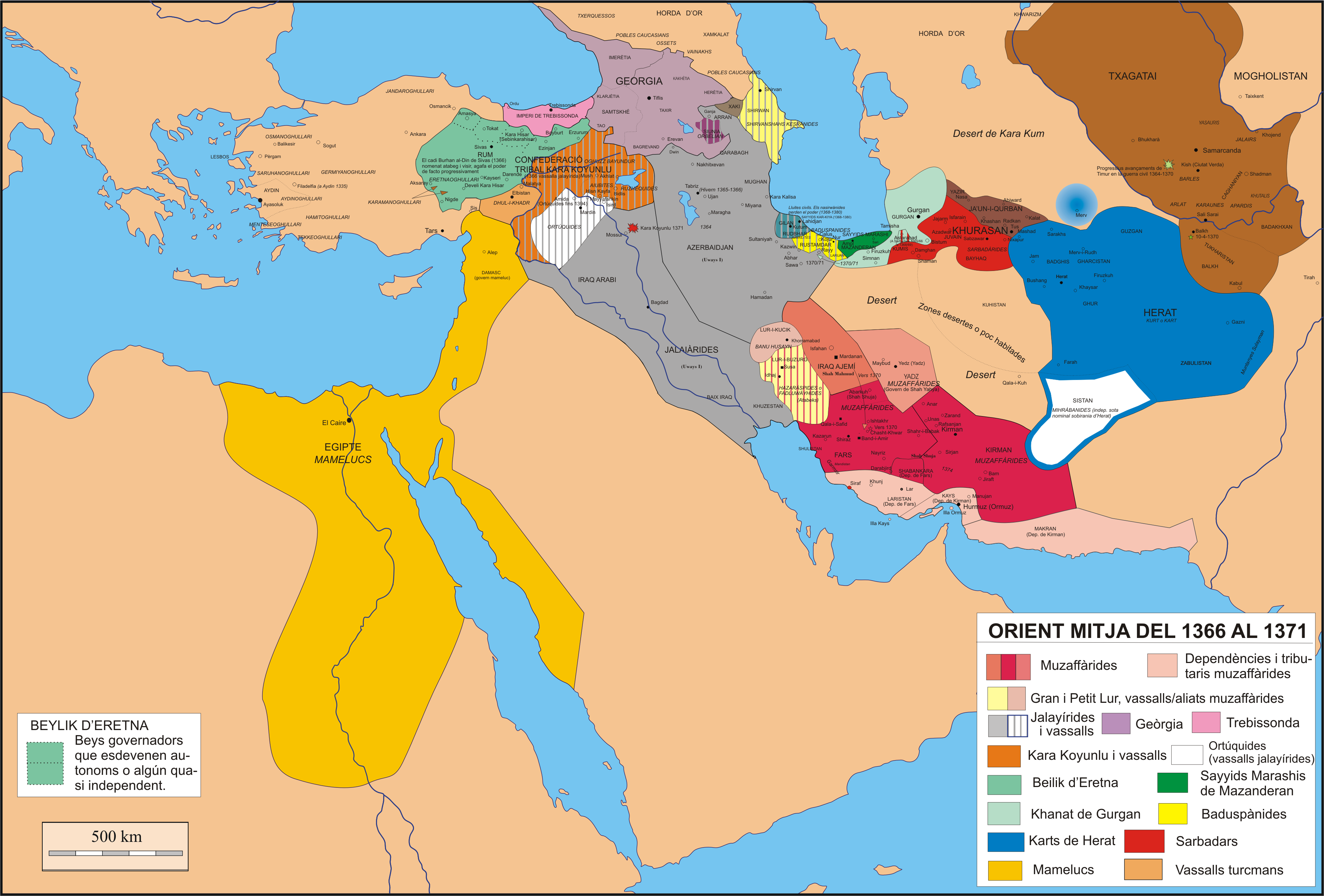
1366 a 1371
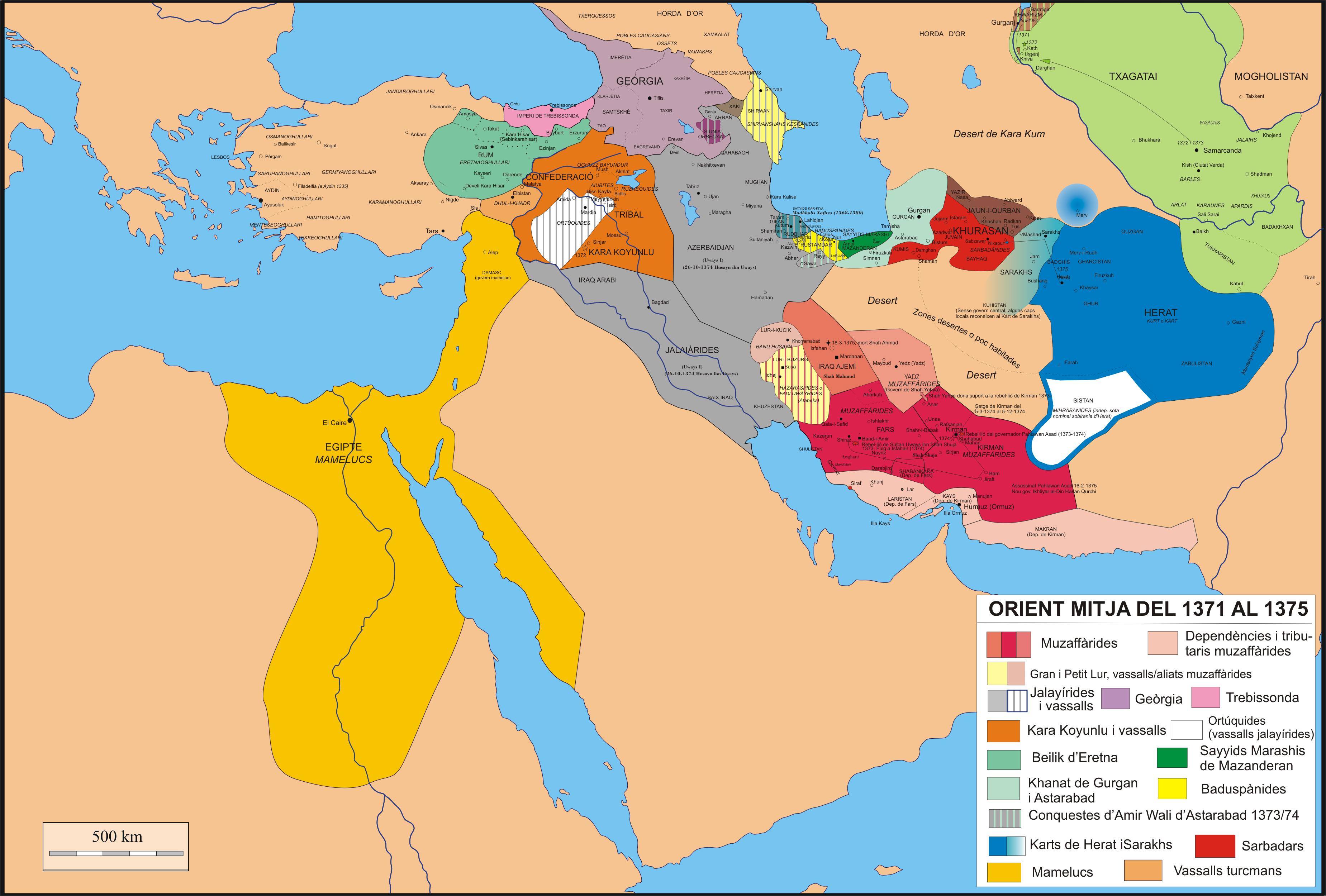
1371 a 1375
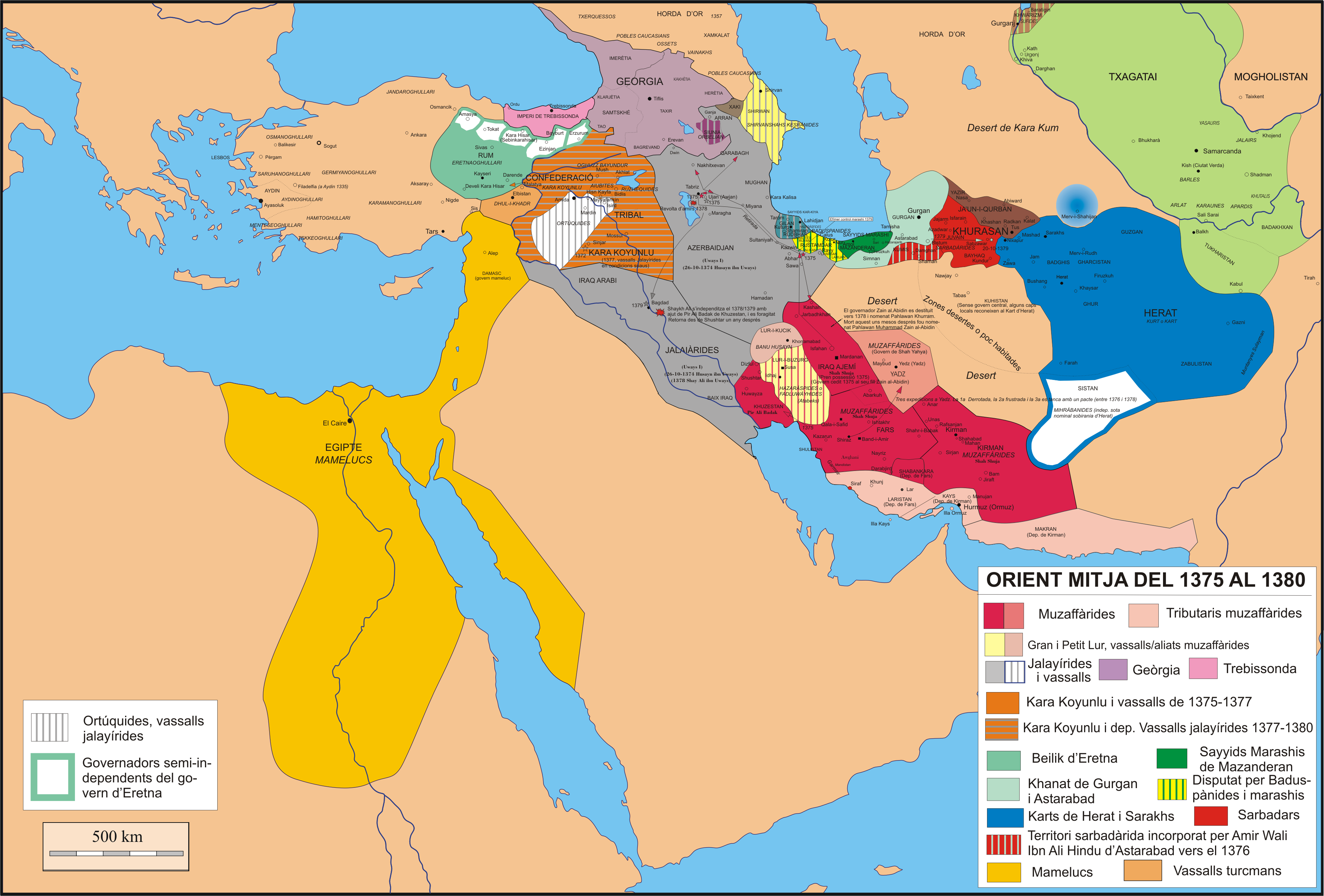
1375 a 1380
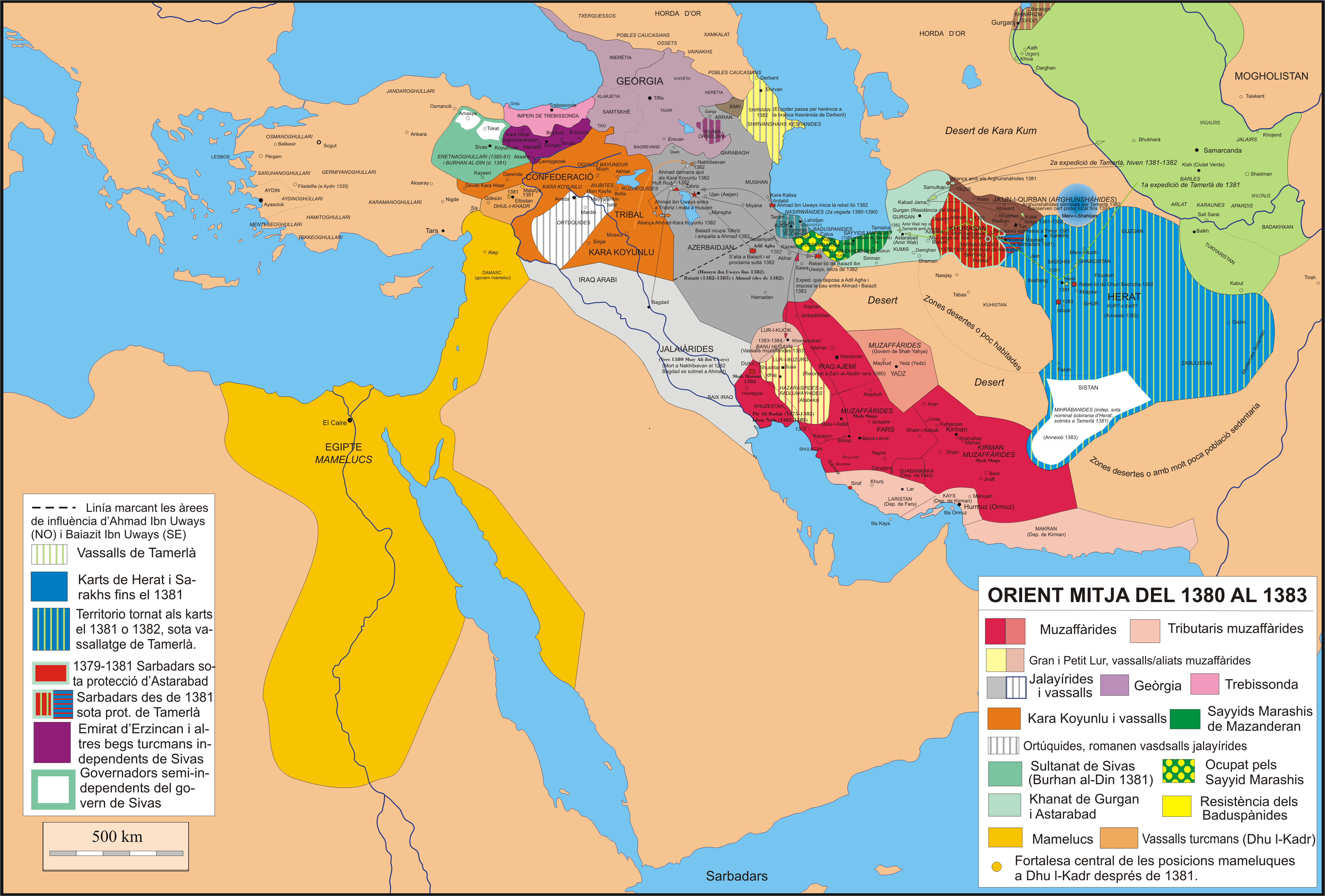
1380 a 1383
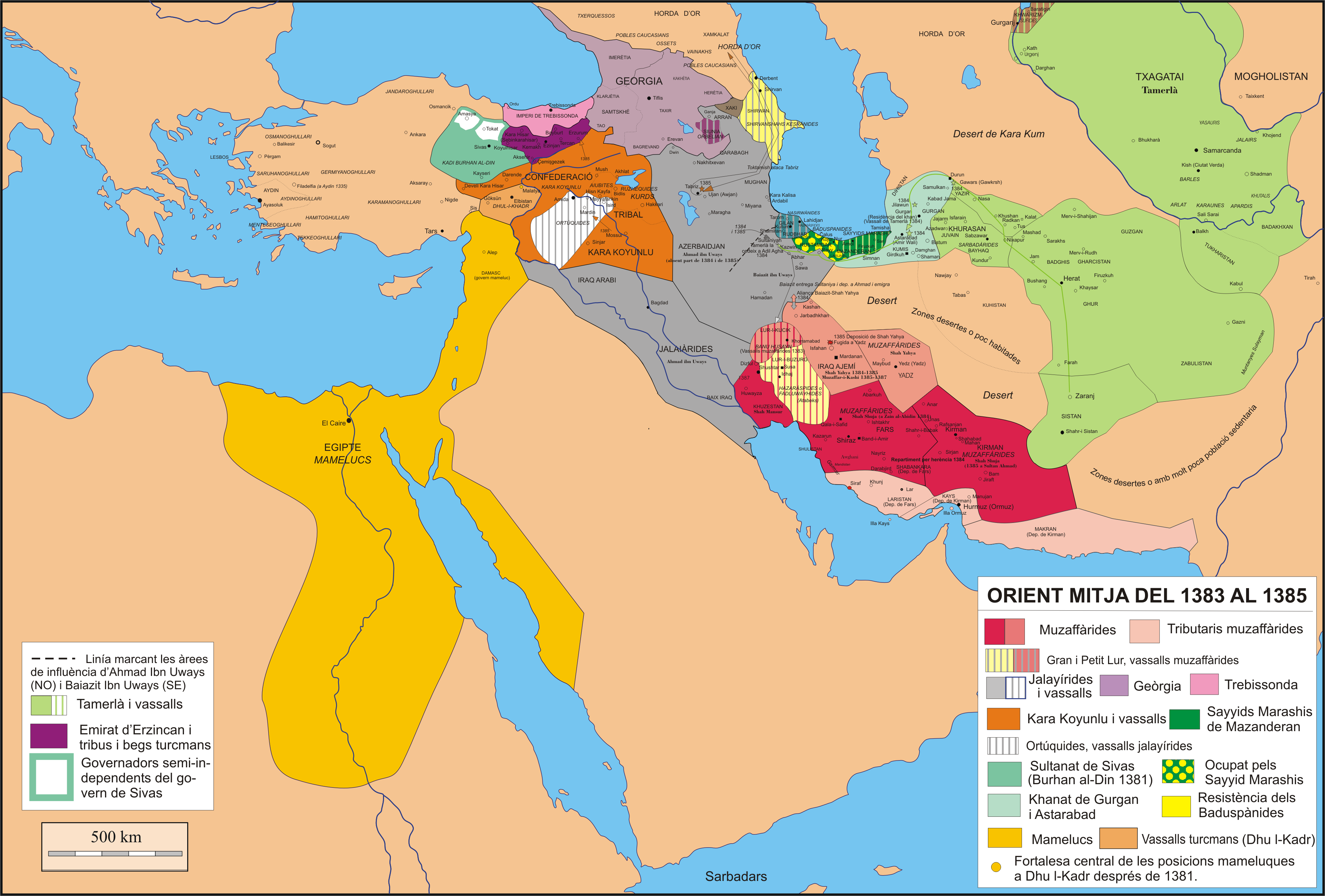
1383 a 1385
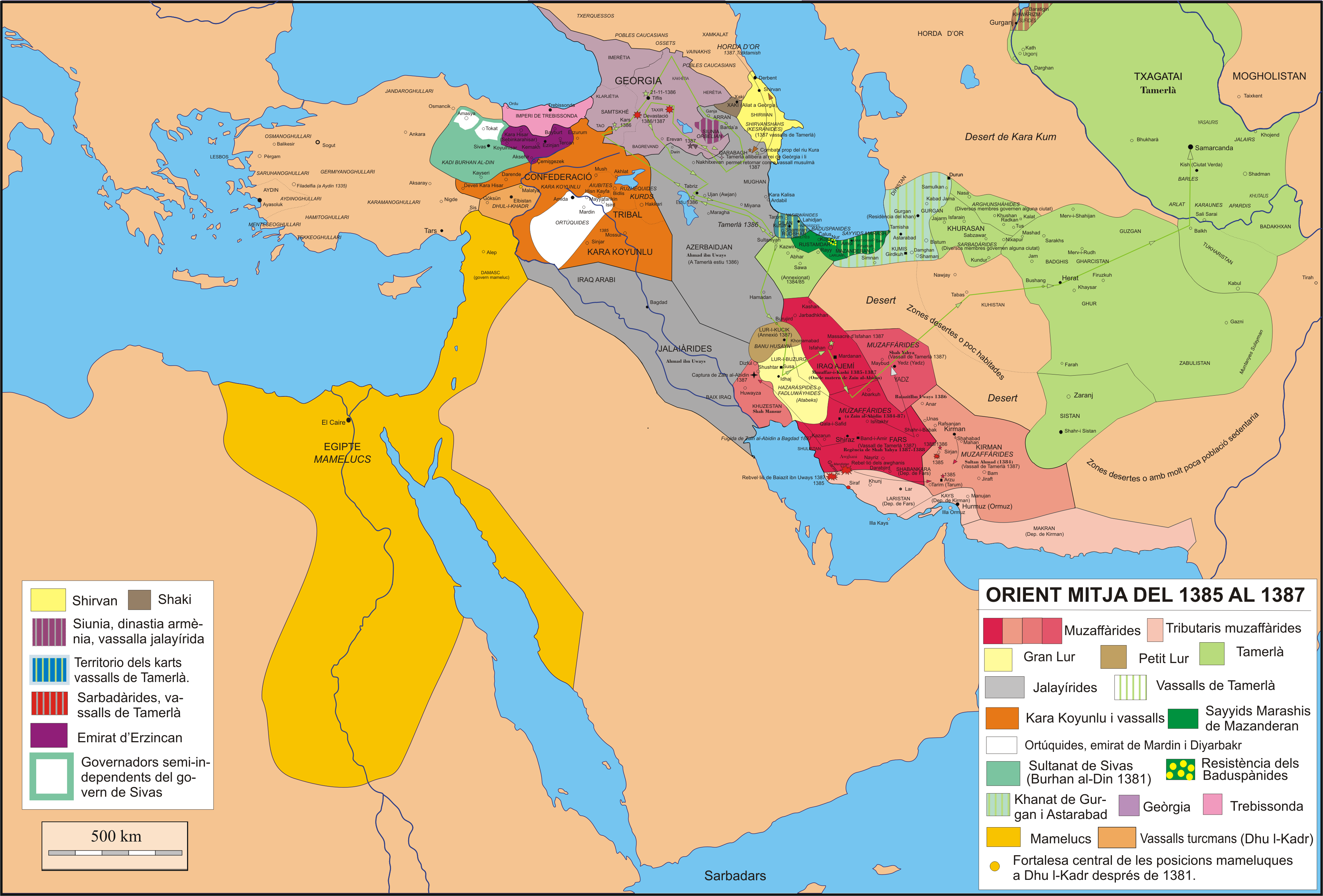
1385 a 1387
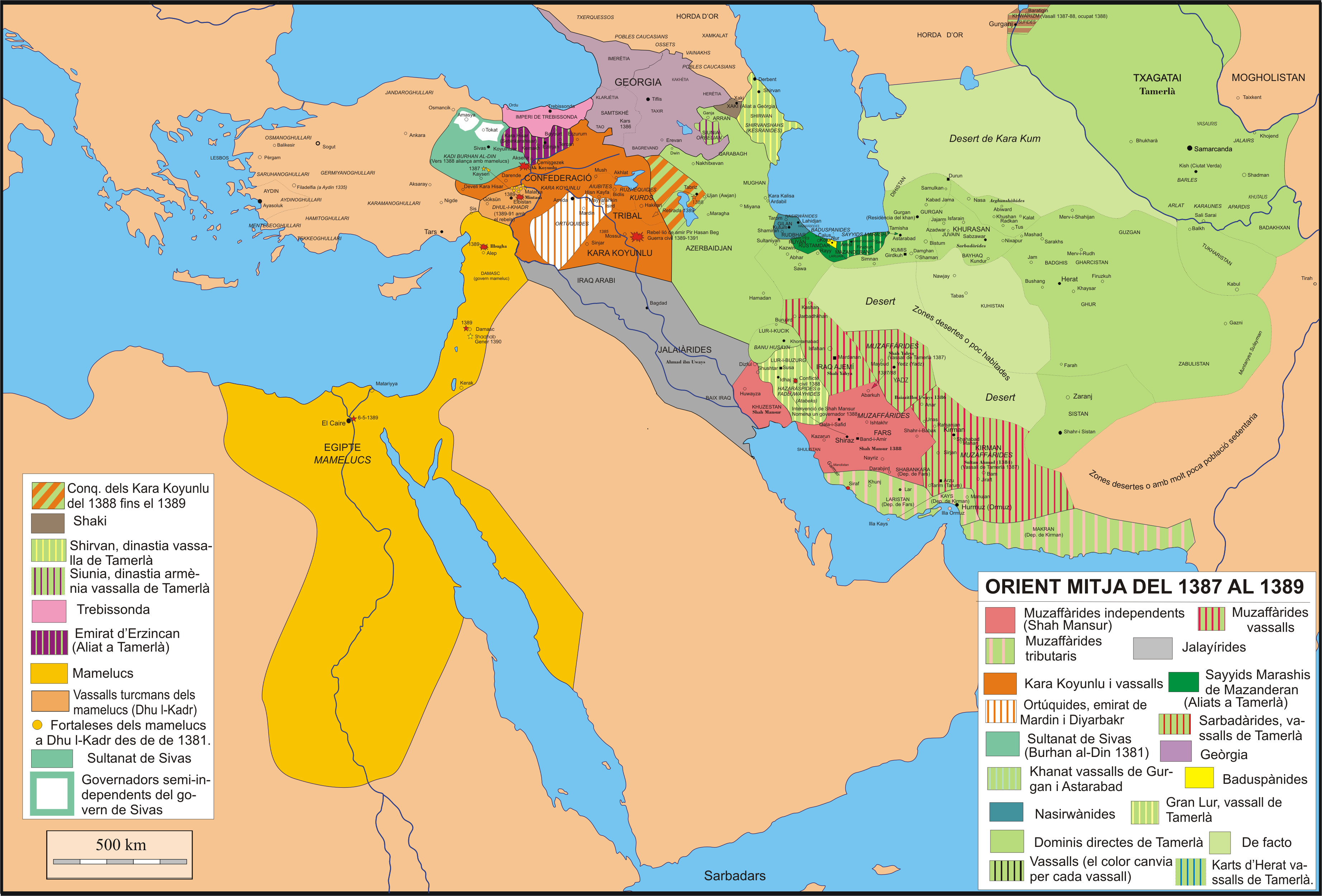
1387 a 1389
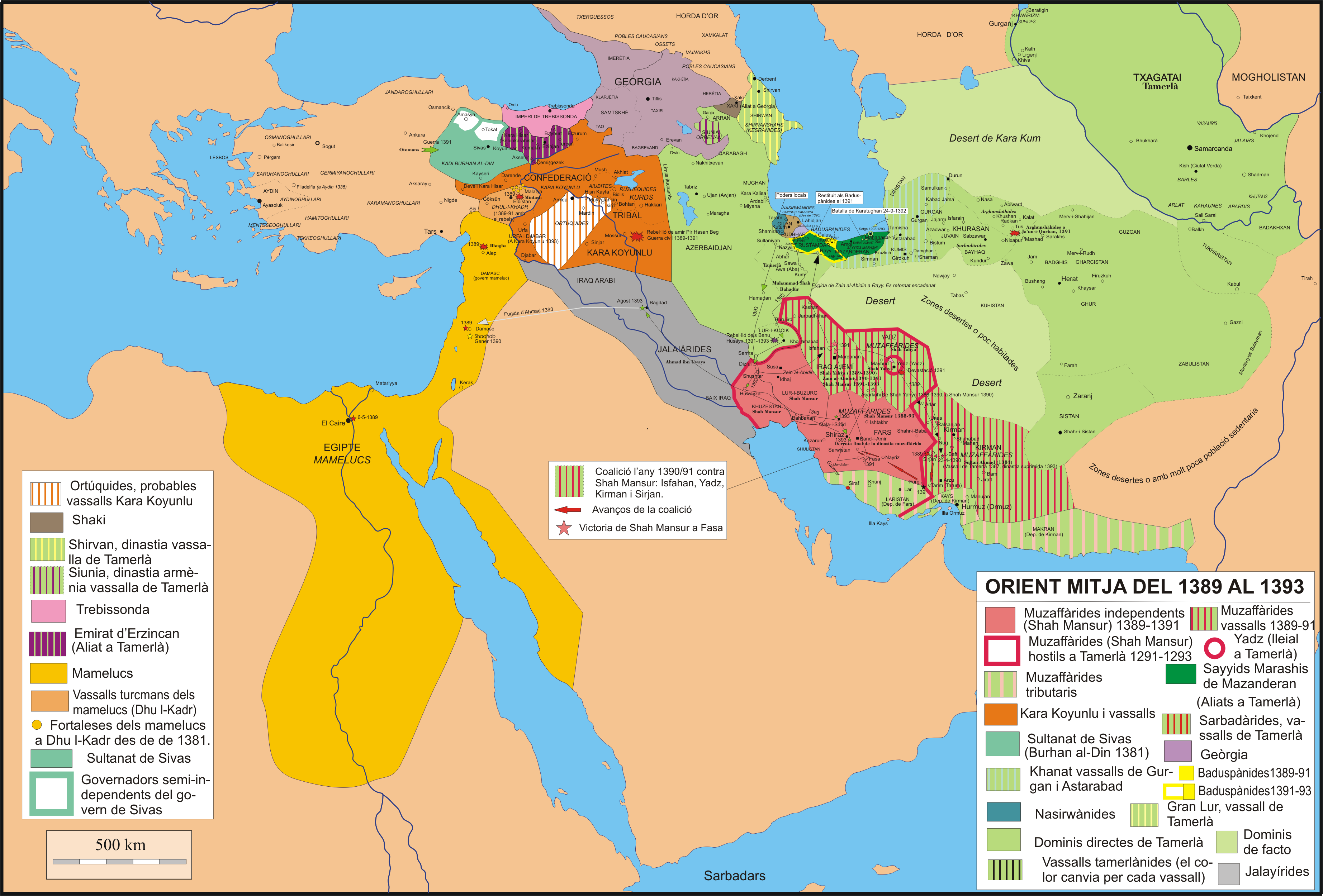
1389 a 1393
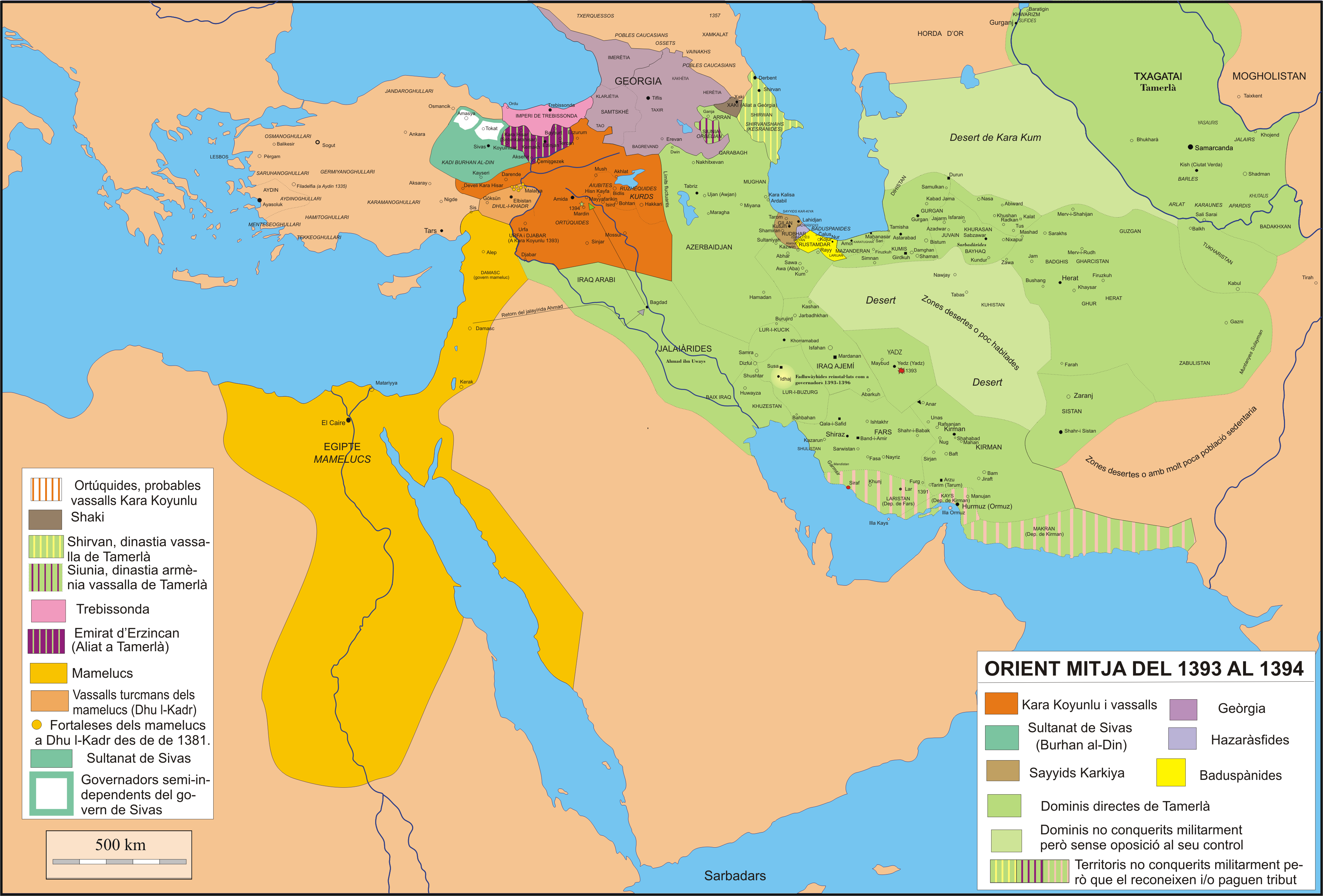
1393 a 1394